# کایمار ساگ
کایمار ساگ (استونیایی: Kaimar Saag؛ زادهٔ ۵ اوت ۱۹۸۸) بازیکن فوتبال اهل استونی است.
از باشگاه‌هایی که در آن بازی کرده‌است می‌توان به باشگاه فوتبال لوادیا تالین و باشگاه فوتبال توشهاون اشاره کرد.
وی همچنین در تیم‌های ملی فوتبال زیر ۲۱ سال استونی و استونی بازی کرده‌است.